# Violinkonzert (Goldmark)
Das Konzert für Violine und Orchester Op. 28 in a-Moll des ungarischen Komponisten Karl Goldmark wurde 1877 komponiert und im gleichen Jahr in Bremen uraufgeführt. Es gilt heute als Goldmarks bekanntestes und meistgespieltes Werk. Es entstand nur ein Jahr vor den Violinkonzerten von Brahms und Tschaikowski.

## Besetzung
2 Flöten, 2 Oboen, 2 Klarinetten, 2 Fagotte, 4 Hörner, 2 Trompeten, 3 Posaunen, Pauke, Streicher.

## Musik
Das Konzert unterteilt sich klassischerweise in drei Sätze:
1. Allegro moderato
2. Air. Andante
3. Moderato

Dabei findet sich im Kopfsatz sowie im letzten Satz die Sonatensatzform. Bemerkenswert ist aber, dass diese beiden Ecksätze insofern doch außergewöhnlich sind, als die typische Auseinandersetzung zweier kontrastierender Themen nur bedingt stattfindet. Der Anfang ist durch rhythmisch stark forcierte Bewegungen des Orchesters eher marschartig gehalten, doch durch den Einsatz der Solovioline wird dieser Impuls besänftigt, da das Thema nun nicht mehr marcato, sondern legato erscheint. Dadurch wird dem zarteren Seitenthema der Exposition deutlich der Kontrast zum Hauptthema genommen, was auch für die Durchführung entscheidend ist. Anders als klassischerweise vorgesehen, ist hier keine dialektische Verarbeitung der beiden Themen zu finden, sondern eine Orchesterfuge über das Hauptthema. Hier mutet die Musik durch ihre starke Polyphonie und den punktierten Rhythmus (vergleichbar mit einer französischen Ouvertüre) zeitweilig fast barock an, bis die Fuge fast in klanglichem Chaos endet. Nach einer Generalpause folgt ein Solo des Solisten, das das Hauptthema erneut wieder herstellt. Unmittelbar danach beginnt die Reprise.
Ein ähnliches Zusammenwirken von fast aggressivem Orchester und beruhigender Solovioline vergleichbar dem Anfang des Kopfsatzes findet sich auch im letzten Satz. Insgesamt wird also der Eindruck eines sehr lyrischen Konzertes erweckt, auch wenn Goldmark, der selbst über die Violine zur Musik gefunden hat, auch virtuose Passagen eingebaut hat, die einen hohen Anspruch an den Solisten stellen.